# Liga de Campeones de la Concacaf 2015-16
La Liga de Campeones de la Concacaf 2015-2016 o simplemente Liga de Campeones de la Concacaf Scotiabank por razones de patrocinio, fue la octava edición de la Liga de Campeones de la Concacaf bajo su actual nombre, y en general la 51.ª edición de la principal competición a nivel de clubes organizada por la Concacaf, el organismo regulador del fútbol en América del Norte, América Central y el Caribe. El Club América, campeón del certamen, representó a la región en la Copa Mundial de Clubes 2016.

## Equipos participantes
| País                       | Equipo                                                         | Vía de clasificación |
| -------------------------- | -------------------------------------------------------------- | --- |
| México 4 plazas            | América Tigres Santos Querétaro                                | Campeón del Torneo Apertura 2014 Subcampeón del Torneo Apertura 2014 Campeón del Torneo Clausura 2015 Subcampeón del Torneo Clausura 2015                                                    |
| Estados Unidos 4 plazas    | Los Angeles Galaxy Seattle Sounders D.C. United Real Salt Lake | Campeón de la MLS Cup 2014 Campeón del MLS Supporters' Shield 2014 y Lamar Hunt U.S. Open Cup 2014 Ganador de la conferencia Este de la MLS 2014 Tercer lugar de la Major League Soccer 2014 |
| Costa Rica 2 plazas        | Saprissa Herediano                                             | Campeón del Torneo Invierno 2014 Campeón del Torneo Verano 2015 |
| El Salvador 2 plazas       | Isidro Metapán Santa Tecla                                     | Campeón del Apertura 2014 Campeón del Clausura 2015 |
| Guatemala 2 plazas         | Comunicaciones Municipal                                       | Campeón del Apertura 2014 Mejor Subcampeón |
| Honduras 2 plazas          | Motagua Olimpia                                                | Campeón del Apertura 2014 Campeón del Clausura 2015 |
| Panamá 2 plazas            | San Francisco Árabe Unido                                      | Campeón Apertura 2014 Campeón Clausura 2015 |
| Nicaragua 1 plaza          | Walter Ferretti                                                | Campeón con mejor puntaje acumulado de la Primera División de Nicaragua 2014-2015 |
| Belice 1 plaza             | Verdes                                                         | Campeón con mejor puntaje acumulado de la Liga Premier de Belice 2014-2015 |
| Canadá 1 plaza             | Whitecaps                                                      | Equipo Canadiense mejor ubicado en la Major League Soccer 2014 |
| Trinidad y Tobago 2 plazas | Central W Connection                                           | Campeón del Campeonato de Clubes de la CFU 2015 Subcampeón del Campeonato de Clubes de la CFU 2015                                                                                           |
| Jamaica 1 plaza            | Montego Bay United                                             | Tercer lugar del Campeonato de Clubes de la CFU 2015 |

## Localidad de los equipos
Distribución geográfica de las sedes de los equipos participantes

## Clasificación
NOTA: La siguiente información está basada en el actual formato de la Liga de Campeones de la Concacaf y está sujeta a cambios por parte de la CONCACAF.
Veinticuatro equipos participan en la Liga de Campeones de la Concacaf: nueve de la Zona de América del Norte, doce de la Zona de Centroamérica y tres de la Zona Caribeña.
Los equipos pueden ser descalificados y reemplazados por un club de otra asociación si el club no cuenta con un estadio disponible que cumpla con las regulaciones de seguridad de la Concacaf. Si el estadio de un club no cumple los estándares fijados, entonces éste puede buscar un reemplazo adecuado dentro de su propio país. No obstante, si aún se considera que el club no puede proveeer las instalaciones adecuadas, entonces corre el riesgo de ser reemplazado.
Hasta ahora, esta regla se ha aplicado solamente a Belice y en algunas ocasiones a Nicaragua.

### Norteamérica
Nueve equipos de la Unión Norteamericana de Fútbol clasifican a la Liga Campeones. México y los Estados Unidos reciben cuatro cupos cada uno, más que cualquier otra federación de la CONCACAF, mientras que Canadá recibe uno.
Para México, los ganadores de los campeonatos Apertura y Clausura de la Liga MX obtienen plazas en el Bombo A de la fase de grupos del torneo, mientras que los subcampeones de los campeonatos Apertura y Clausura reciben un cupo en el Bombo B.
Para Estados Unidos, tres cupos están reservados para equipos que disputan la Major League Soccer (MLS) y sus playoffs; mientras que el cuarto cupo lo recibe el campeón de la copa doméstica, la Lamar Hunt U.S. Open Cup. El ganador de la Copa de la MLS y el ganador del Supporters' Shield (si es estadounidense) son ubicados en el Bombo A; el ganador de la otra conferencia durante la temporada regular (si es estadounidense) y el ganador de la U.S. Open Cup son ubicados en el Bombo B. Si alguno de los puestos mencionados es tomado por un equipo canadiense de la MLS, o si un solo equipo estadounidense cumple con dos de estos criterios, el cupo de la Liga de Campeones de la Concacaf es otorgado al equipo estadounidense con el mejor récord durante la temporada regular que no haya logrado clasificarse.
Para Canadá, debido al cambio de fechas del Campeonato Canadiense de abril-mayo a junio-julio, el equipo canadiense con la mejor participación durante la temporada regular de la MLS recibe el único cupo para Canadá, en el Bombo B, para la versión 2015-16 del torneo. Esta modalidad es solo para esta temporada, y a partir de la edición 2016-17 del torneo, el ganador de la copa doméstica, la Copa Voyageurs, una vez más recibirá el único cupo de Canadá en el torneo.

### América Central
Doce equipos de la Unión Centroamericana de Fútbol clasifican a la Liga de Campeones. La distribución es la siguiente: dos equipos de Costa Rica, Guatemala, Honduras, Panamá y El Salvador, y un equipo de Nicaragua y uno de Belice.
Para los equipos centroamericanos que clasifican a través de temporadas divididas (torneos apertura y clausura), los resultados combinados de ambos campeonatos dentro de la temporada son utilizados para determinar qué equipos reciben el primer cupo de su asociación. Los equipos son distribuidos en los bombos de la siguiente manera:
- Los mejores equipos de las ligas de Costa Rica, Honduras, Guatemala y Panamá forman parte del Bombo A.
- El mejor equipo de la liga de El Salvador y los segundos mejores equipos de las ligas de Costa Rica y Honduras son ubicados en el Bombo B.
- Los segundos mejores equipos de las ligas de Guatemala, Panamá y El Salvador y los equipos de las ligas de Nicaragua y Belice forman parte del Bombo C.

Si uno o más equipos son desclasificados, serán reemplazados por equipos de otra asociación de América Central. La redistribución está basada en los resultados de ediciones previas de la Liga de Campeones.

### Caribe
Tres equipos de la Unión Caribeña de Fútbol clasifican a la Liga de Campeones. Las tres plazas, todas en el Bombo C, serán otorgadas a los tres mejores equipos del Campeonato de Clubes de la CFU de 2015, un torneo subcontinental para equipos de las asociaciones de la Unión Caribeña de Fútbol. Para que un equipo clasifique al Campeonato de la CFU, por lo general deben terminar como campeón o subcampeón de sus ligas domésticas, aunque algunos equipos profesionales pueden ser elegidos por sus asociaciones si estos juegan en la liga de otro país participante.
Si un equipo caribeño es descalificado, entonces es reemplazado por el cuarto mejor finalista del Campeonato de la CFU.

## Datos y estadísticas de los equipos
| Equipo             | Ciudad                           | 1.ª participación | Títulos | Estadio                                                      | Aforo   |
| ------------------ | -------------------------------- | ----------------- | ------- | ------------------------------------------------------------ | ------- |
| América            | Ciudad de México, México         | 1977              | 7       | Azteca                                                       | 105.064 |
| Árabe Unido        | Colón, Panamá                    | 1995              | 0       | Armando Dely Valdés ( el Estadio Maracaná en el torneo )     | 5.500   |
| Central            | Couva, Trinidad y Tobago         | 2015-16           | 0       | Ato Boldon                                                   | 10.000  |
| Comunicaciones     | Ciudad de Guatemala, Guatemala   | 1962              | 1       | Cementos Progreso                                            | 17.022  |
| D.C. United        | Washington D. C., Estados Unidos | 1997              | 1       | Robert F. Kennedy                                            | 45.596  |
| Herediano          | Heredia, Costa Rica              | 1962              | 0       | Eladio Rosabal Cordero                                       | 8.700   |
| Isidro Metapán     | Metapán, El Salvador             | 2008-09           | 0       | Jorge "Calero" Suárez                                        | 10.000  |
| Los Angeles Galaxy | Los Ángeles, Estados Unidos      | 1997              | 1       | StubHub Center                                               | 27.000  |
| Montego Bay United | Montego Bay, Jamaica             | 1988              | 0       | Jarrett Park                                                 | 4.000   |
| Motagua            | Tegucigalpa, Honduras            | 1969              | 0       | Nacional                                                     | 35.000  |
| Municipal          | Ciudad de Guatemala, Guatemala   | 1970              | 1       | Mateo Flores                                                 | 26.000  |
| Olimpia            | Tegucigalpa, Honduras            | 1962              | 2       | Nacional                                                     | 35.000  |
| Querétaro          | Querétaro, México                | 2015-16           | 0       | Corregidora                                                  | 36.000  |
| Real Salt Lake     | Sandy, Estados Unidos            | 2010-11           | 0       | Rio Tinto                                                    | 20.008  |
| San Francisco      | La Chorrera, Panamá              | 1989              | 0       | Agustín Muquita Sánchez ( El Estadio Maracaná en el torneo ) | 3.000   |
| Santa Tecla        | Santa Tecla, El Salvador         | 2015-16           | 0       | Las Delicias                                                 | 9.000   |
| Santos             | Torreón, México                  | 1995              | 0       | Corona                                                       | 30.000  |
| Saprissa           | Tibás, Costa Rica                | 1963              | 3       | Ricardo Saprissa Aymá                                        | 23.112  |
| Sounders           | Seattle, Estados Unidos          | 2010-11           | 0       | CenturyLink Field                                            | 67.000  |
| Tigres UANL        | San Nicolás de los Garza, México | 1979              | 0       | Universitario                                                | 43.000  |
| Verdes             | San Ignacio, Belice              | 1986              | 0       | Marshalleck Stadium ( el FFB Field en el torneo )            | 2.000   |
| W Connection       | Marabella, Trinidad y Tobago     | 2002              | 0       | Manny Ramjohn                                                | 10.000  |
| Walter Ferretti    | Managua, Nicaragua               | 2015-16           | 0       | Nacional de Fútbol                                           | 11.000  |
| Whitecaps          | Vancouver, Canadá                | 1992              | 0       | BC Place                                                     | 60.000  |

## Sorteo
Los 24 equipos son sorteados en ocho grupos de tres cada uno, teniendo cada grupo un equipo de cada uno de los tres bombos. La asignación de equipos a los bombos está basada en su asociación nacional y su cupo. Equipos de la misma asociación (con la excepción de "comodines" que pueden reemplazar a un equipo de otra asociación) no pueden jugar contra sí en la fase de grupos, y se garantiza que cada grupo contenga por lo menos un equipo de México o Estados Unidos, lo que significa que equipos estadounidenses y mexicanos no pueden jugar entre sí en la fase de grupos.
El sorteo se llevó a cabo el 1 de junio de 2015.
| Bombo A (Cabezas de serie)  | Bombo B           | Bombo C              | Bombo D                  |
| --------------------------- | ----------------- | -------------------- | ------------------------ |
| C. F. América               | C. Santos Laguna  | Los Angeles Galaxy   | Seattle Sounders F. C.   |
| Deportivo Saprissa S. A. D. | C. D. Motagua     | Comunicaciones F. C. | San Francisco F. C.      |
| C. F. Tigres                | Querétaro F. C.   | D.C. United          | Real Salt Lake           |
| C. S. Herediano             | C. D. Olimpia     | A. D. Isidro Metapán | Vancouver Whitecaps      |
| C. S. D. Municipal          | Santa Tecla F. C. | C. D. Árabe Unido    | C. D. Walter Ferretti    |
| Verdes F. C.                | Central F. C.     | W Connection         | Montego Bay United F. C. |

## Fase de grupos

### Grupo A
| Equipo        | Pts | PJ | PG | PE | PP | GF | GC | Dif |
| ------------- | --- | -- | -- | -- | -- | -- | -- | --- |
| Santos Laguna | 9   | 4  | 3  | 0  | 1  | 12 | 3  | +9  |
| Saprissa      | 6   | 4  | 2  | 0  | 2  | 8  | 9  | -1  |
| W Connection  | 3   | 4  | 1  | 0  | 3  | 2  | 10 | -8  |

| \| Fecha \| Lugar \| Local \| Resultado \| Visitante \| \| ------------------------ \| --------- \| ------------- \| --------- \| ------------- \| \| 4 de agosto de 2015 \| Torreón \| Santos Laguna \| 4–0 \| W Connection \| \| 20 de agosto de 2015 \| Tibás \| Saprissa \| 4–0 \| W Connection \| \| 25 de agosto de 2015 \| Tibás \| Saprissa \| 2–1 \| Santos Laguna \| \| 16 de septiembre de 2015 \| Marabella \| W Connection \| 2–1 \| Saprissa \| \| 22 de septiembre de 2015 \| Marabella \| W Connection \| 0–1 \| Santos Laguna \| \| 20 de octubre de 2015 \| Torreón \| Santos Laguna \| 6–1 \| Saprissa \| |           |               |           |               |
| Fecha | Lugar     | Local         | Resultado | Visitante     |
| 4 de agosto de 2015 | Torreón   | Santos Laguna | 4–0       | W Connection  |
| 20 de agosto de 2015 | Tibás     | Saprissa      | 4–0       | W Connection  |
| 25 de agosto de 2015 | Tibás     | Saprissa      | 2–1       | Santos Laguna |
| 16 de septiembre de 2015 | Marabella | W Connection  | 2–1       | Saprissa      |
| 22 de septiembre de 2015 | Marabella | W Connection  | 0–1       | Santos Laguna |
| 20 de octubre de 2015 | Torreón   | Santos Laguna | 6–1       | Saprissa      |

### Grupo B
| Equipo         | Pts | PJ | PG | PE | PP | GF | GC | Dif |
| -------------- | --- | -- | -- | -- | -- | -- | -- | --- |
| Tigres         | 8   | 4  | 2  | 2  | 0  | 5  | 3  | +2  |
| Herediano      | 5   | 4  | 1  | 2  | 1  | 4  | 3  | +1  |
| Isidro Metapán | 3   | 4  | 1  | 0  | 3  | 4  | 7  | -3  |

| \| Fecha \| Lugar \| Local \| Resultado \| Visitante \| \| ------------------------ \| ------------------------ \| -------------- \| --------- \| -------------- \| \| 6 de agosto de 2015 \| Heredia \| Herediano \| 3 – 0 \| Isidro Metapán \| \| 18 de agosto de 2015 \| San Nicolás de los Garza \| Tigres \| 2 – 1 \| Isidro Metapán \| \| 26 de agosto de 2015 \| Heredia \| Herediano \| 1 – 1 \| Tigres \| \| 17 de septiembre de 2015 \| Metapán \| Isidro Metapán \| 2 – 0 \| Herediano \| \| 24 de septiembre de 2015 \| Metapán \| Isidro Metapán \| 1 – 2 \| Tigres \| \| 21 de octubre de 2015 \| San Nicolás de los Garza \| Tigres \| 0 – 0 \| Herediano \| |                          |                |           |                |
| Fecha | Lugar                    | Local          | Resultado | Visitante      |
| 6 de agosto de 2015 | Heredia                  | Herediano      | 3 – 0     | Isidro Metapán |
| 18 de agosto de 2015 | San Nicolás de los Garza | Tigres         | 2 – 1     | Isidro Metapán |
| 26 de agosto de 2015 | Heredia                  | Herediano      | 1 – 1     | Tigres         |
| 17 de septiembre de 2015 | Metapán                  | Isidro Metapán | 2 – 0     | Herediano      |
| 24 de septiembre de 2015 | Metapán                  | Isidro Metapán | 1 – 2     | Tigres         |
| 21 de octubre de 2015 | San Nicolás de los Garza | Tigres         | 0 – 0     | Herediano      |

### Grupo C
| Equipo        | Pts | PJ | PG | PE | PP | GF | GC | Dif |
| ------------- | --- | -- | -- | -- | -- | -- | -- | --- |
| Querétaro     | 7   | 4  | 2  | 1  | 1  | 11 | 2  | +9  |
| San Francisco | 6   | 4  | 2  | 0  | 2  | 11 | 5  | +6  |
| Verdes        | 4   | 4  | 1  | 1  | 2  | 2  | 17 | -15 |

| \| Fecha \| Lugar \| Local \| Resultado \| Visitante \| \| ---------------- \| ---------------- \| ------------- \| --------- \| ------------- \| \| 4 de agosto \| Querétaro \| Querétaro \| 2 – 0 \| San Francisco \| \| 18 de agosto \| Belmopán \| Verdes \| 0 – 0 \| Querétaro \| \| 26 de agosto \| Ciudad de Panamá \| San Francisco \| 2 – 1 \| Querétaro \| \| 17 de septiembre \| Querétaro \| Querétaro \| 8 – 0 \| Verdes \| \| 22 de septiembre \| Belmopán \| Verdes \| 2 – 1 \| San Francisco \| \| 22 de octubre \| Ciudad de Panamá \| San Francisco \| 8 – 0 \| Verdes \| |                  |               |           |               |
| Fecha | Lugar            | Local         | Resultado | Visitante     |
| 4 de agosto | Querétaro        | Querétaro     | 2 – 0     | San Francisco |
| 18 de agosto | Belmopán         | Verdes        | 0 – 0     | Querétaro     |
| 26 de agosto | Ciudad de Panamá | San Francisco | 2 – 1     | Querétaro     |
| 17 de septiembre | Querétaro        | Querétaro     | 8 – 0     | Verdes        |
| 22 de septiembre | Belmopán         | Verdes        | 2 – 1     | San Francisco |
| 22 de octubre | Ciudad de Panamá | San Francisco | 8 – 0     | Verdes        |

### Grupo D
| Equipo             | Pts | PJ | PG | PE | PP | GF | GC | Dif |
| ------------------ | --- | -- | -- | -- | -- | -- | -- | --- |
| Los Angeles Galaxy | 8   | 4  | 2  | 2  | 0  | 12 | 3  | +9  |
| Central            | 4   | 4  | 1  | 1  | 2  | 3  | 7  | -4  |
| Comunicaciones     | 4   | 4  | 1  | 1  | 2  | 2  | 7  | -5  |

| \| Fecha \| Lugar \| Local \| Resultado \| Visitante \| \| ---------------- \| ------------------- \| ------------------ \| --------- \| ------------------ \| \| 6 de agosto \| Los Ángeles \| Los Angeles Galaxy \| 5 – 1 \| Central \| \| 18 de agosto \| Los Ángeles \| Los Angeles Galaxy \| 5 – 0 \| Comunicaciones \| \| 27 de agosto \| Ciudad de Guatemala \| Comunicaciones \| 1 – 0 \| Central \| \| 17 de septiembre \| Couva \| Central \| 1 – 0 \| Comunicaciones \| \| 23 de septiembre \| Couva \| Central \| 1 – 1 \| Los Angeles Galaxy \| \| 21 de octubre \| Ciudad de Guatemala \| Comunicaciones \| 1 – 1 \| Los Angeles Galaxy \| |                     |                    |           |                    |
| Fecha | Lugar               | Local              | Resultado | Visitante          |
| 6 de agosto | Los Ángeles         | Los Angeles Galaxy | 5 – 1     | Central            |
| 18 de agosto | Los Ángeles         | Los Angeles Galaxy | 5 – 0     | Comunicaciones     |
| 27 de agosto | Ciudad de Guatemala | Comunicaciones     | 1 – 0     | Central            |
| 17 de septiembre | Couva               | Central            | 1 – 0     | Comunicaciones     |
| 23 de septiembre | Couva               | Central            | 1 – 1     | Los Angeles Galaxy |
| 21 de octubre | Ciudad de Guatemala | Comunicaciones     | 1 – 1     | Los Angeles Galaxy |

### Grupo E
| Equipo          | Pts | PJ | PG | PE | PP | GF | GC | Dif |
| --------------- | --- | -- | -- | -- | -- | -- | -- | --- |
| América         | 10  | 4  | 3  | 1  | 0  | 9  | 2  | +7  |
| Motagua         | 7   | 4  | 2  | 1  | 1  | 5  | 6  | -1  |
| Walter Ferretti | 0   | 4  | 0  | 0  | 4  | 2  | 8  | -6  |

| \| Fecha \| Lugar \| Local \| Resultado \| Visitante \| \| ---------------- \| ---------------- \| --------------- \| --------- \| --------------- \| \| 5 de agosto \| Ciudad de México \| América \| 4 – 0 \| Motagua \| \| 19 de agosto \| Ciudad de México \| América \| 1 – 0 \| Walter Ferretti \| \| 27 de agosto \| Tegucigalpa \| Motagua \| 2 – 0 \| Walter Ferretti \| \| 16 de septiembre \| Managua \| Walter Ferretti \| 1 – 3 \| América \| \| 24 de septiembre \| Managua \| Walter Ferretti \| 1 – 2 \| Motagua \| \| 20 de octubre \| Tegucigalpa \| Motagua \| 1 – 1 \| América \| |                  |                 |           |                 |
| Fecha | Lugar            | Local           | Resultado | Visitante       |
| 5 de agosto | Ciudad de México | América         | 4 – 0     | Motagua         |
| 19 de agosto | Ciudad de México | América         | 1 – 0     | Walter Ferretti |
| 27 de agosto | Tegucigalpa      | Motagua         | 2 – 0     | Walter Ferretti |
| 16 de septiembre | Managua          | Walter Ferretti | 1 – 3     | América         |
| 24 de septiembre | Managua          | Walter Ferretti | 1 – 2     | Motagua         |
| 20 de octubre | Tegucigalpa      | Motagua         | 1 – 1     | América         |

### Grupo F
| Equipo              | Pts | PJ | PG | PE | PP | GF | GC | Dif |
| ------------------- | --- | -- | -- | -- | -- | -- | -- | --- |
| Seattle Sounders    | 7   | 4  | 2  | 1  | 1  | 6  | 3  | 3   |
| Olimpia             | 6   | 4  | 2  | 0  | 2  | 3  | 3  | 0   |
| Vancouver Whitecaps | 4   | 4  | 1  | 1  | 2  | 2  | 5  | -3  |

| \| Fecha \| Lugar \| Local \| Resultado \| Visitante \| \| ---------------- \| ----------- \| ------------------- \| --------- \| ------------------- \| \| 5 de agosto \| Vancouver \| Vancouver Whitecaps \| 1 – 1 \| Seattle Sounders \| \| 19 de agosto \| Seattle \| Seattle Sounders \| 2 – 1 \| Olimpia \| \| 26 de agosto \| Tegucigalpa \| Olimpia \| 1 – 0 \| Seattle Sounders \| \| 16 de septiembre \| Vancouver \| Vancouver Whitecaps \| 1 – 0 \| Olimpia \| \| 23 de septiembre \| Seattle \| Seattle Sounders \| 3 – 0 \| Vancouver Whitecaps \| \| 22 de octubre \| Tegucigalpa \| Olimpia \| 1 – 0 \| Vancouver Whitecaps \| |             |                     |           |                     |
| Fecha | Lugar       | Local               | Resultado | Visitante           |
| 5 de agosto | Vancouver   | Vancouver Whitecaps | 1 – 1     | Seattle Sounders    |
| 19 de agosto | Seattle     | Seattle Sounders    | 2 – 1     | Olimpia             |
| 26 de agosto | Tegucigalpa | Olimpia             | 1 – 0     | Seattle Sounders    |
| 16 de septiembre | Vancouver   | Vancouver Whitecaps | 1 – 0     | Olimpia             |
| 23 de septiembre | Seattle     | Seattle Sounders    | 3 – 0     | Vancouver Whitecaps |
| 22 de octubre | Tegucigalpa | Olimpia             | 1 – 0     | Vancouver Whitecaps |

### Grupo G
| Equipo         | Pts | PJ | PG | PE | PP | GF | GC | Dif |
| -------------- | --- | -- | -- | -- | -- | -- | -- | --- |
| Real Salt Lake | 10  | 4  | 3  | 1  | 0  | 4  | 1  | +3  |
| Municipal      | 4   | 4  | 1  | 1  | 2  | 3  | 4  | -1  |
| Santa Tecla    | 2   | 4  | 0  | 2  | 2  | 3  | 5  | -2  |

| \| Fecha \| Lugar \| Local \| Resultado \| Visitante \| \| ---------------- \| ------------------- \| -------------- \| --------- \| -------------- \| \| 4 de agosto \| Ciudad de Guatemala \| Municipal \| 0 – 1 \| Real Salt Lake \| \| 20 de agosto \| Santa Tecla \| Santa Tecla \| 1 – 1 \| Municipal \| \| 25 de agosto \| Ciudad de Guatemala \| Municipal \| 2 – 1 \| Santa Tecla \| \| 15 de septiembre \| Santa Tecla \| Santa Tecla \| 0 – 0 \| Real Salt Lake \| \| 24 de septiembre \| Sandy \| Real Salt Lake \| 2 – 1 \| Santa Tecla \| \| 20 de octubre \| Sandy \| Real Salt Lake \| 1 – 0 \| Municipal \| |                     |                |           |                |
| Fecha | Lugar               | Local          | Resultado | Visitante      |
| 4 de agosto | Ciudad de Guatemala | Municipal      | 0 – 1     | Real Salt Lake |
| 20 de agosto | Santa Tecla         | Santa Tecla    | 1 – 1     | Municipal      |
| 25 de agosto | Ciudad de Guatemala | Municipal      | 2 – 1     | Santa Tecla    |
| 15 de septiembre | Santa Tecla         | Santa Tecla    | 0 – 0     | Real Salt Lake |
| 24 de septiembre | Sandy               | Real Salt Lake | 2 – 1     | Santa Tecla    |
| 20 de octubre | Sandy               | Real Salt Lake | 1 – 0     | Municipal      |

### Grupo H
| Equipo             | Pts | PJ | PG | PE | PP | GF | GC | Dif |
| ------------------ | --- | -- | -- | -- | -- | -- | -- | --- |
| D.C. United        | 10  | 4  | 3  | 1  | 0  | 9  | 3  | +6  |
| Árabe Unido        | 6   | 4  | 2  | 0  | 2  | 5  | 4  | +1  |
| Montego Bay United | 1   | 4  | 0  | 1  | 3  | 4  | 11 | -7  |

| \| Fecha \| Lugar \| Local \| Resultado \| Visitante \| \| ---------------- \| ---------------- \| ------------------ \| --------- \| ------------------ \| \| 5 de agosto \| Panamá \| Árabe Unido \| 3 – 0 \| Montego Bay United \| \| 19 de agosto \| Panamá \| Árabe Unido \| 0 – 1 \| D.C. United \| \| 25 de agosto \| Washington D. C. \| D.C. United \| 3 – 0 \| Montego Bay United \| \| 15 de septiembre \| Washington D. C. \| D.C. United \| 2 – 0 \| Árabe Unido \| \| 22 de septiembre \| Montego Bay \| Montego Bay United \| 3 – 3 \| D.C. United \| \| 22 de octubre \| Montego Bay \| Montego Bay United \| 1 – 2 \| Árabe Unido \| |                  |                    |           |                    |
| Fecha | Lugar            | Local              | Resultado | Visitante          |
| 5 de agosto | Panamá           | Árabe Unido        | 3 – 0     | Montego Bay United |
| 19 de agosto | Panamá           | Árabe Unido        | 0 – 1     | D.C. United        |
| 25 de agosto | Washington D. C. | D.C. United        | 3 – 0     | Montego Bay United |
| 15 de septiembre | Washington D. C. | D.C. United        | 2 – 0     | Árabe Unido        |
| 22 de septiembre | Montego Bay      | Montego Bay United | 3 – 3     | D.C. United        |
| 22 de octubre | Montego Bay      | Montego Bay United | 1 – 2     | Árabe Unido        |

## Fase final
La fase final de la competición se disputa en eliminatorias a doble partido. En estos encuentros rige la regla del gol de visitante, que determina que el equipo que haya marcado más goles como visitante gana la eliminatoria si hay empate en la diferencia de goles. En caso de estar la eliminatoria empatada tras los 180 minutos de ambos partidos, se disputará una prórroga de 30 minutos (en esta ya no contará el gol de visitante), y si ésta termina sin goles, la eliminatoria se decidirá en una tanda de penaltis.

### Equipos clasificados
En la fase final, los ocho equipos clasificados jugarán con el sistema de eliminación directa para definir el campeón. Los emparejamientos de cuartos de final se realizarán de acuerdo a las posiciones de los equipos según una tabla general con los resultados de la primera fase. Un finalista resultará de los enfrentamientos entre el 1° y 8° lugar, y el 4° y 5° lugar; el otro finalista resultará de los enfrentamientos entre el 2° y 7° lugar y el 3° y 6° lugar.
| Pos. | Equipo             | Pts. | PJ | PG | PE | PP | GF | GC | Dif. |
| ---- | ------------------ | ---- | -- | -- | -- | -- | -- | -- | ---- |
| 1    | América            | 10   | 4  | 3  | 1  | 0  | 9  | 2  | +7   |
| 2    | D.C. United        | 10   | 4  | 3  | 1  | 0  | 9  | 3  | +6   |
| 3    | Real Salt Lake     | 10   | 4  | 3  | 1  | 0  | 4  | 1  | +3   |
| 4    | Santos Laguna      | 9    | 4  | 3  | 0  | 1  | 12 | 3  | +9   |
| 5    | Los Angeles Galaxy | 8    | 4  | 2  | 2  | 0  | 12 | 3  | +9   |
| 6    | Tigres             | 8    | 4  | 2  | 2  | 0  | 5  | 3  | +2   |
| 7    | Querétaro          | 7    | 4  | 2  | 1  | 1  | 11 | 2  | +9   |
| 8    | Seattle Sounders   | 7    | 4  | 2  | 1  | 1  | 6  | 3  | +3   |

|  | Cuartos de final                                                 | Cuartos de final                                                 | Cuartos de final                                                 | Cuartos de final                                                 | Cuartos de final                                                 |   |   | Semifinales                                                | Semifinales                                                | Semifinales                                                | Semifinales                                                | Semifinales                                                |  |   | Final                                                  | Final                                                  | Final                                                  | Final                                                  | Final                                                  |  |
|  | 23 y 24 de febrero de 2016 (ida) 1 y 2 de marzo de 2016 (vuelta) | 23 y 24 de febrero de 2016 (ida) 1 y 2 de marzo de 2016 (vuelta) | 23 y 24 de febrero de 2016 (ida) 1 y 2 de marzo de 2016 (vuelta) | 23 y 24 de febrero de 2016 (ida) 1 y 2 de marzo de 2016 (vuelta) | 23 y 24 de febrero de 2016 (ida) 1 y 2 de marzo de 2016 (vuelta) |   |   | 15 y 16 de marzo de 2016 (ida) 5 de abril de 2016 (vuelta) | 15 y 16 de marzo de 2016 (ida) 5 de abril de 2016 (vuelta) | 15 y 16 de marzo de 2016 (ida) 5 de abril de 2016 (vuelta) | 15 y 16 de marzo de 2016 (ida) 5 de abril de 2016 (vuelta) | 15 y 16 de marzo de 2016 (ida) 5 de abril de 2016 (vuelta) |  |   | 20 de abril de 2016 (ida) 27 de abril de 2016 (vuelta) | 20 de abril de 2016 (ida) 27 de abril de 2016 (vuelta) | 20 de abril de 2016 (ida) 27 de abril de 2016 (vuelta) | 20 de abril de 2016 (ida) 27 de abril de 2016 (vuelta) | 20 de abril de 2016 (ida) 27 de abril de 2016 (vuelta) |  |
|  |                                                                  |                                                                  |                                                                  |                                                                  |                                                                  |   |   |                                                            |                                                            |                                                            |                                                            |                                                            |  |   |                                                        |                                                        |                                                        |                                                        |                                                        |  |
|  |                                                                  |                                                                  |                                                                  |                                                                  |                                                                  |   |   |                                                            |                                                            |                                                            |                                                            |                                                            |  |   |                                                        |                                                        |                                                        |                                                        |                                                        |  |
|  | 1                                                                | América                                                          | 2                                                                | 3                                                                | 5                                                                |   |   |                                                            |                                                            |                                                            |                                                            |                                                            |  |   |                                                        |                                                        |                                                        |                                                        |                                                        |  |
|  | 1                                                                | América                                                          | 2                                                                | 3                                                                | 5                                                                |   |   |                                                            |                                                            |                                                            |                                                            |                                                            |  |   |                                                        |                                                        |                                                        |                                                        |                                                        |  |
|  | 8                                                                | Seattle Sounders                                                 | 2                                                                | 1                                                                | 3                                                                |   |   |                                                            |                                                            |                                                            |                                                            |                                                            |  |   |                                                        |                                                        |                                                        |                                                        |                                                        |  |
|  | 8                                                                | Seattle Sounders                                                 | 2                                                                | 1                                                                | 3                                                                |   | 1 | América (t.s.)                                             | 0                                                          | 1                                                          | 1                                                          |                                                            |  |   |                                                        |                                                        |                                                        |                                                        |                                                        |  |
|  |                                                                  |                                                                  |                                                                  |                                                                  |                                                                  |   | 1 | América (t.s.)                                             | 0                                                          | 1                                                          | 1                                                          |                                                            |  |   |                                                        |                                                        |                                                        |                                                        |                                                        |  |
|  |                                                                  |                                                                  | 4                                                                | Santos                                                           | 0                                                                | 0 | 0 |                                                            |                                                            |                                                            |                                                            |                                                            |  |   |                                                        |                                                        |                                                        |                                                        |                                                        |  |
|  | 4                                                                | Santos                                                           | 4                                                                | Santos                                                           | 0                                                                | 0 | 0 | 0                                                          | 4                                                          | 4                                                          |                                                            |                                                            |  |   |                                                        |                                                        |                                                        |                                                        |                                                        |  |
|  | 4                                                                | Santos                                                           |                                                                  |                                                                  |                                                                  |   |   |                                                            |                                                            | 4                                                          |                                                            |                                                            |  |   |                                                        |                                                        |                                                        |                                                        |                                                        |  |
|  | 5                                                                | Los Angeles Galaxy                                               | 0                                                                | 0                                                                | 0                                                                |   |   |                                                            |                                                            |                                                            |                                                            |                                                            |  |   |                                                        |                                                        |                                                        |                                                        |                                                        |  |
|  | 5                                                                | Los Angeles Galaxy                                               | 0                                                                | 0                                                                | 0                                                                |   |   |                                                            |                                                            |                                                            |                                                            |                                                            |  | 1 | América                                                | 2                                                      | 2                                                      | 4                                                      |                                                        |  |
|  |                                                                  |                                                                  |                                                                  |                                                                  |                                                                  |   |   |                                                            |                                                            |                                                            |                                                            |                                                            |  | 1 | América                                                | 2                                                      | 2                                                      | 4                                                      |                                                        |  |
|  |                                                                  |                                                                  | 6                                                                | Tigres                                                           | 0                                                                | 1 | 1 |                                                            |                                                            |                                                            |                                                            |                                                            |  |   |                                                        |                                                        |                                                        |                                                        |                                                        |  |
|  | 3                                                                | Real Salt Lake                                                   | 6                                                                | Tigres                                                           | 0                                                                | 1 | 1 | 0                                                          | 1                                                          | 1                                                          |                                                            |                                                            |  |   |                                                        |                                                        |                                                        |                                                        |                                                        |  |
|  | 3                                                                | Real Salt Lake                                                   |                                                                  |                                                                  |                                                                  |   |   |                                                            |                                                            | 1                                                          |                                                            |                                                            |  |   |                                                        |                                                        |                                                        |                                                        |                                                        |  |
|  | 6                                                                | Tigres                                                           | 2                                                                | 1                                                                | 3                                                                |   |   |                                                            |                                                            |                                                            |                                                            |                                                            |  |   |                                                        |                                                        |                                                        |                                                        |                                                        |  |
|  | 6                                                                | Tigres                                                           | 2                                                                | 1                                                                | 3                                                                |   | 6 | Tigres                                                     | 0                                                          | 2                                                          | 2                                                          |                                                            |  |   |                                                        |                                                        |                                                        |                                                        |                                                        |  |
|  |                                                                  |                                                                  |                                                                  |                                                                  |                                                                  |   | 6 | Tigres                                                     | 0                                                          | 2                                                          | 2                                                          |                                                            |  |   |                                                        |                                                        |                                                        |                                                        |                                                        |  |
|  |                                                                  |                                                                  | 7                                                                | Querétaro                                                        | 0                                                                | 0 | 0 |                                                            |                                                            |                                                            |                                                            |                                                            |  |   |                                                        |                                                        |                                                        |                                                        |                                                        |  |
|  | 2                                                                | D.C. United                                                      | 7                                                                | Querétaro                                                        | 0                                                                | 0 | 0 | 0                                                          | 1                                                          | 1                                                          |                                                            |                                                            |  |   |                                                        |                                                        |                                                        |                                                        |                                                        |  |
|  | 2                                                                | D.C. United                                                      |                                                                  |                                                                  |                                                                  |   |   |                                                            |                                                            | 1                                                          |                                                            |                                                            |  |   |                                                        |                                                        |                                                        |                                                        |                                                        |  |
|  | 7                                                                | Querétaro                                                        | 2                                                                | 1                                                                | 3                                                                |   |   |                                                            |                                                            |                                                            |                                                            |                                                            |  |   |                                                        |                                                        |                                                        |                                                        |                                                        |  |
|  | 7                                                                | Querétaro                                                        | 2                                                                | 1                                                                | 3                                                                |   |   |                                                            |                                                            |                                                            |                                                            |                                                            |  |   |                                                        |                                                        |                                                        |                                                        |                                                        |  |
|  |                                                                  |                                                                  |                                                                  |                                                                  |                                                                  |   |   |                                                            |                                                            |                                                            |                                                            |                                                            |  |   |                                                        |                                                        |                                                        |                                                        |                                                        |  |

### Cuartos de final

#### D.C. United - Querétaro
| 23 de febrero de 2016, 19:00 (UTC-6) | Querétaro                 | 2:0 (0:0) | D.C. United | Estadio Corregidora, Querétaro |                              |
|                                      | Candelo 71' · Benítez 83' | Reporte   |             | Árbitro(s): Héctor Rodríguez   | Árbitro(s): Héctor Rodríguez |

| 1 de marzo de 2016, 20:00 (UTC-5) | D.C. United  | 1:1 (0:1) | Querétaro    | RFK Memorial Stadium, Washington                       |                                                        |
|                                   | Buescher 84' | Reporte   | Sepúlveda 4' | Asistencia: 10 790 espectadores Árbitro(s): John Pitti | Asistencia: 10 790 espectadores Árbitro(s): John Pitti |

#### América - Seattle Sounders
| 23 de febrero de 2016, 19:00 (UTC-8) | Seattle Sounders | 2:2 (1:1) | América                    | CenturyLink Field, Seattle                              |                                                         |
|                                      | Dempsey 44' 52'  | Reporte   | Quintero 45' · Peralta 70' | Asistencia: 42 836 espectadores Árbitro(s): Óscar Reyna | Asistencia: 42 836 espectadores Árbitro(s): Óscar Reyna |

| 2 de marzo de 2016, 19:00 (UTC-6) | América                                    | 3:1 (2:1) | Seattle Sounders   | Estadio Azteca, Ciudad de México |                             |
|                                   | Quintero 42' · Peralta 45+1' · Andrade 50' | Reporte   | Aguilar 41' (a.g.) | Árbitro(s): Valdin Legister      | Árbitro(s): Valdin Legister |

#### Real Salt Lake - Tigres
| 24 de febrero de 2016, 19:00 (UTC-6) | Tigres               | 2:0 (0:0) | Real Salt Lake | Estadio Universitario, San Nicolás                         |                                                            |
|                                      | Rivas 67' · Damm 86' | Reporte   |                | Asistencia: 34 450 espectadores Árbitro(s): Yadel Martínez | Asistencia: 34 450 espectadores Árbitro(s): Yadel Martínez |

| 2 de marzo de 2016, 20:00 (UTC-7) | Real Salt Lake | 1:1 (1:0) | Tigres     | Rio Tinto Stadium, Sandy                                           |                                                                    |
|                                   | Plata 22'      | Reporte   | Gignac 90' | Asistencia: 20 921 espectadores Árbitro(s): Jeffrey Solís Calderón | Asistencia: 20 921 espectadores Árbitro(s): Jeffrey Solís Calderón |

#### Santos Laguna - Los Ángeles Galaxy
| 24 de febrero de 2016, 19:00 (UTC-8) | Los Angeles Galaxy | 0:0     | Santos Laguna | StubHub Center, Los Ángeles                                |                                                            |
|                                      |                    | Reporte |               | Asistencia: 18 922 espectadores Árbitro(s): Armando Castro | Asistencia: 18 922 espectadores Árbitro(s): Armando Castro |

| 1 de marzo de 2016, 21:00 (UTC-6) | Santos Laguna                            | 4:0 (3:0) | Los Angeles Galaxy | Estadio TSM Corona, Torreón                              |                                                          |
|                                   | Bravo 19' 61' · Dávila 23' · Djaniny 36' | Reporte   |                    | Asistencia: 23 079 espectadores Árbitro(s): Marlon Mejía | Asistencia: 23 079 espectadores Árbitro(s): Marlon Mejía |

### Semifinales

#### América - Santos Laguna
| 16 de marzo de 2016, 20:00 (UTC-6) | Santos Laguna | 0:0     | América | Estadio TSM Corona, Torreón                                        |                                                                    |
|                                    |               | Reporte |         | Asistencia: 19 645 espectadores Árbitro(s): Luis Enrique Santander | Asistencia: 19 645 espectadores Árbitro(s): Luis Enrique Santander |

| 5 de abril de 2016, 21:00 (UTC-5) | América     | 1:0 (0:0, 0:0) (t. s.) | Santos Laguna | Estadio Azteca, Ciudad de México |                               |
|                                   | Arroyo 102' | Reporte                |               | Árbitro(s): Fernando Guerrero    | Árbitro(s): Fernando Guerrero |

#### Querétaro - Tigres
| 15 de marzo de 2016, 20:00 (UTC-6) | Querétaro | 0:0     | Tigres | Estadio La Corregidora, Querétaro                       |                                                         |
|                                    |           | Reporte |        | Asistencia: 25 061 espectadores Árbitro(s): César Ramos | Asistencia: 25 061 espectadores Árbitro(s): César Ramos |

| 5 de abril de 2016, 19:00 (UTC-5) | Tigres         | 2:0 (0:0) | Querétaro | Estadio Universitario, San Nicolás                                |                                                                   |
|                                   | Gignac 84' 88' | Reporte   |           | Asistencia: 38.000 espectadores Árbitro(s): Roberto García Orozco | Asistencia: 38.000 espectadores Árbitro(s): Roberto García Orozco |

### Final
| 20 de abril de 2016, 20:45 (UTC-5) | Tigres | 0ː2 (0:0) | América                        | Estadio Universitario, San Nicolás                         |                                                            |
|                                    |        | Reporte   | Benedetto 49' · Martínez 90+3' | Asistencia: 39 293 espectadores Árbitro(s): Roberto García | Asistencia: 39 293 espectadores Árbitro(s): Roberto García |

| 27 de abril de 2016, 20:45 (UTC-5) | América                          | 2:1 (0:1) | Tigres     | Estadio Azteca, Ciudad de México                              |                                                               |
|                                    | Arroyo 68' · Martínez 87' (pen.) | Reporte   | Gignac 39' | Asistencia: 89 000 espectadores Árbitro(s): Fernando Guerrero | Asistencia: 89 000 espectadores Árbitro(s): Fernando Guerrero |

#### Ida
| 1          | POR        | Nahuel Guzmán       |     |
| 2          | DEF        | Israel Jiménez      |     |
| 24         | DEF        | José Rivas          |     |
| 3          | DEF        | Juninho             |     |
| 4          | DEF        | Hugo Ayala          |     |
| 25         | MED        | Jürgen Damm         | 60' |
| 18         | MED        | José Torres         | 69' |
| 19         | MED        | Guido Pizarro       |     |
| 20         | MED        | Javier Aquino       |     |
| 9          | DEL        | Rafael Sóbis        | 71' |
| 10         | DEL        | André-Pierre Gignac |     |
| Entrenador | Entrenador | Ricardo Ferretti    |     |

| 1          | POR        | Hugo González    |     |
| 2          | DEF        | Paolo Goltz      |     |
| 17         | DEF        | Ventura Alvarado |     |
| 12         | DEF        | Pablo Aguilar    |     |
| 6          | DEF        | Miguel Samudio   |     |
| 8          | MED        | Andrés Andrade   | 87' |
| 10         | MED        | Osvaldo Martínez |     |
| 14         | MED        | Rubens Sambueza  |     |
| 21         | MED        | Daniel Guererro  |     |
| 24         | DEL        | Oribe Peralta    | 90' |
| 9          | DEL        | Darío Benedetto  | 71' |
| Entrenador | Entrenador | Ignacio Ambriz   |     |

| 8  | MED | Lucas Zelarayán | 71' |
| 11 | MED | Damián Álvarez  | 60' |
| 17 | DEL | Héctor Mancilla | 69' |

| 4  | DEF | Erik Pimentel  | 71' |
| 15 | DEF | Osmar Mares    | 87' |
| 32 | DEL | Alejandro Díaz | 90' |

| Anotado | 49' | Darío Benedetto  | 0-1 |
| Anotado | 92' | Osvaldo Martínez | 0-2 |

| Amonestado | 57' | Nahuel Guzmán |

| Amonestado | 23' | Pablo Aguilar   |
| Amonestado | 56' | Daniel Guererro |
| Amonestado | 84' | Hugo González   |

| Árbitro             | Roberto García    |
| Árbitros asistentes | José Luis Camargo |
| Árbitros asistentes | Alberto Morín     |
| Cuarto árbitro      | César Ramos       |

| 1          | POR        | Nahuel Guzmán       |     |
| 2          | DEF        | Israel Jiménez      |     |
| 24         | DEF        | José Rivas          |     |
| 3          | DEF        | Juninho             |     |
| 4          | DEF        | Hugo Ayala          |     |
| 25         | MED        | Jürgen Damm         | 60' |
| 18         | MED        | José Torres         | 69' |
| 19         | MED        | Guido Pizarro       |     |
| 20         | MED        | Javier Aquino       |     |
| 9          | DEL        | Rafael Sóbis        | 71' |
| 10         | DEL        | André-Pierre Gignac |     |
| Entrenador | Entrenador | Ricardo Ferretti    |     |

| 1          | POR        | Hugo González    |     |
| 2          | DEF        | Paolo Goltz      |     |
| 17         | DEF        | Ventura Alvarado |     |
| 12         | DEF        | Pablo Aguilar    |     |
| 6          | DEF        | Miguel Samudio   |     |
| 8          | MED        | Andrés Andrade   | 87' |
| 10         | MED        | Osvaldo Martínez |     |
| 14         | MED        | Rubens Sambueza  |     |
| 21         | MED        | Daniel Guererro  |     |
| 24         | DEL        | Oribe Peralta    | 90' |
| 9          | DEL        | Darío Benedetto  | 71' |
| Entrenador | Entrenador | Ignacio Ambriz   |     |

| 8  | MED | Lucas Zelarayán | 71' |
| 11 | MED | Damián Álvarez  | 60' |
| 17 | DEL | Héctor Mancilla | 69' |

| 4  | DEF | Erik Pimentel  | 71' |
| 15 | DEF | Osmar Mares    | 87' |
| 32 | DEL | Alejandro Díaz | 90' |

| Anotado | 49' | Darío Benedetto  | 0-1 |
| Anotado | 92' | Osvaldo Martínez | 0-2 |

| Amonestado | 57' | Nahuel Guzmán |

| Amonestado | 23' | Pablo Aguilar   |
| Amonestado | 56' | Daniel Guererro |
| Amonestado | 84' | Hugo González   |

| Árbitro             | Roberto García    |
| Árbitros asistentes | José Luis Camargo |
| Árbitros asistentes | Alberto Morín     |
| Cuarto árbitro      | César Ramos       |

#### Vuelta
|            | POR        | Hugo González    |     |
|            | DEF        | Paul Aguilar     |     |
|            | DEF        | Paolo Goltz      |     |
|            | DEF        | Pablo Aguilar    |     |
|            | DEF        | Miguel Samudio   |     |
|            | MED        | Rubens Sambueza  |     |
|            | MED        | Osvaldo Martínez |     |
|            | MED        | Andrés Andrade   | 87' |
|            | DEL        | Darwin Quintero  | 46' |
|            | DEL        | Darío Benedetto  | 65' |
|            | DEL        | Oribe Peralta    |     |
| Entrenador | Entrenador | Ignacio Ambriz   |     |

|            | POR        | Nahuel Guzmán       |     |
|            | DEF        | Israel Jiménez      | 69' |
|            | DEF        | Juninho             |     |
|            | DEF        | Hugo Ayala          |     |
|            | DEF        | Jorge Torres Nilo   |     |
|            | MED        | Jesús Dueñas        |     |
|            | MED        | Guido Pizarro       |     |
|            | MED        | Javier Aquino       | 82' |
|            | MED        | Damián Álvarez      | 59' |
|            | DEL        | Rafael Sóbis        |     |
|            | DEL        | André-Pierre Gignac |     |
| Entrenador | Entrenador | Ricardo Ferretti    |     |

| 21 | MED | José Daniel Guerrero | 46' |
| 11 | MED | Michael Arroyo       | 65' |
| 4  | DEF | Erik Pimentel        | 87' |

| 25 | MED | Jürgen Damm               | 59' |
| 5  | DEL | Fernando Fabián Fernández | 69' |
| 8  | MED | Lucas Zelarayán           | 82' |

| Anotado         | 68' | Michael Arroyo   | 1-1 |
| Anotado · Penal | 87' | Osvaldo Martínez | 2-1 |

| Anotado | 39' | André-Pierre Gignac | 0-1 |

| Amonestado | 43' | Rubens Sambueza |
| Amonestado | 43' | Pablo Aguilar   |

| Amonestado | 43' | André-Pierre Gignac |
| Amonestado | 45' | Damián Álvarez      |
| Amonestado | 78' | Jesús Dueñas        |

| Árbitro             | Fernando Guerrero      |
| Árbitros asistentes | Juan Joel Rangel       |
| Árbitros asistentes | Andrés Hernández       |
| Cuarto árbitro      | Luis Enrique Santander |

|            | POR        | Hugo González    |     |
|            | DEF        | Paul Aguilar     |     |
|            | DEF        | Paolo Goltz      |     |
|            | DEF        | Pablo Aguilar    |     |
|            | DEF        | Miguel Samudio   |     |
|            | MED        | Rubens Sambueza  |     |
|            | MED        | Osvaldo Martínez |     |
|            | MED        | Andrés Andrade   | 87' |
|            | DEL        | Darwin Quintero  | 46' |
|            | DEL        | Darío Benedetto  | 65' |
|            | DEL        | Oribe Peralta    |     |
| Entrenador | Entrenador | Ignacio Ambriz   |     |

|            | POR        | Nahuel Guzmán       |     |
|            | DEF        | Israel Jiménez      | 69' |
|            | DEF        | Juninho             |     |
|            | DEF        | Hugo Ayala          |     |
|            | DEF        | Jorge Torres Nilo   |     |
|            | MED        | Jesús Dueñas        |     |
|            | MED        | Guido Pizarro       |     |
|            | MED        | Javier Aquino       | 82' |
|            | MED        | Damián Álvarez      | 59' |
|            | DEL        | Rafael Sóbis        |     |
|            | DEL        | André-Pierre Gignac |     |
| Entrenador | Entrenador | Ricardo Ferretti    |     |

| 21 | MED | José Daniel Guerrero | 46' |
| 11 | MED | Michael Arroyo       | 65' |
| 4  | DEF | Erik Pimentel        | 87' |

| 25 | MED | Jürgen Damm               | 59' |
| 5  | DEL | Fernando Fabián Fernández | 69' |
| 8  | MED | Lucas Zelarayán           | 82' |

| Anotado         | 68' | Michael Arroyo   | 1-1 |
| Anotado · Penal | 87' | Osvaldo Martínez | 2-1 |

| Anotado | 39' | André-Pierre Gignac | 0-1 |

| Amonestado | 43' | Rubens Sambueza |
| Amonestado | 43' | Pablo Aguilar   |

| Amonestado | 43' | André-Pierre Gignac |
| Amonestado | 45' | Damián Álvarez      |
| Amonestado | 78' | Jesús Dueñas        |

| Árbitro             | Fernando Guerrero      |
| Árbitros asistentes | Juan Joel Rangel       |
| Árbitros asistentes | Andrés Hernández       |
| Cuarto árbitro      | Luis Enrique Santander |

|                            |
| Campeón América            |
| 7.º título Campeón Invicto |

## Estadísticas

### Goleadores
| Michael Arroyo                            | América            | 5 |
| Alan Gordon                               | Los Angeles Galaxy | 5 |
| André-Pierre Gignac                       | Tigres             | 4 |
| Darwin Quintero                           | América            | 4 |
| Djaniny Tavares                           | Santos Laguna      | 4 |
| Oribe Peralta                             | América            | 3 |
| Johnny Ruiz                               | San Francisco      | 3 |
| Lamar Neagle                              | Seattle Sounders   | 3 |
| Última actualización: 27 de abril de 2016 |                    |   |